# Ljudstvo Hereri
Ljudstvo Hereri je etnična skupina, ki naseljuje nekatere dele južne Afrike. Večina prebiva v Namibiji, so pa tudi v Bocvani in Angoli. Po ocenah je bilo leta 2013 v Namibiji 250.000 Hererov.  Govorijo hererski jezik, ki spada med bantujske jezike.

## Splošno
V primerjavi z večino Bantujcev, ki so v prvi vrsti kmetje , so Hereri pastirji in živijo predvsem od živinoreje.  Izrazi za govedo, ki jih uporabljajo mnoge bantujske pastirske skupine, pričajo, da so dobili živino od Kušitov, pastirjev, ki živijo v vzhodni Afriki. Nekatera bantujska plemena so se razširila na jug. Izrazi kažejo, da so si Bantujci sposodili tudi običaj molže živine pri Kušitih, in to z neposrednim stikom ali posredno prek Kojsanov, ki so udomačene živali in pastirsko znanje dobili od Kušitov. 
Hereri si lastijo več skupin, tudi Himbe, Tjimbe,  Mbandere in Kvande. Skupine v Angoli so Mukubali Kuvali, Zembi, Hakavoni, Tjavikvi, Tjimbi in Himbi, ki redno prečkajo namibijsko-angolsko mejo, ko se selijo s svojimi čredami. Toda Tjimbi, čeprav govorijo herersko, so fizično ločeni avtohtoni lovci in nabiralci; morda Hereri namenoma prikazujejo avtohtone prebivalce kot siromašne (brez živine) Herere.
Ovahereri imajo več kot osem kraljevskih hiš, med njimi:
- Mahareri, voditelj Tjinaani Maharero,
- Zeraeui v Otjimbingvu,
- Ovambanderi, voditelj Kilus Karaerua Nguvauva,
- Onguatjindi v Okakarari, voditelj Sam Kambazembi.

Od spora z Nami v 1860-ih, ko so jih prisilili v enotnost z Ovahereri, imajo tudi zelo pomembno vodilno vlogo nad vsemi osmimi kraljevskimi hišami [8], čeprav se zdaj razlaga, da tak način vodenja krši zakon o tradicionalnih organih št. 25 iz leta 2000. 

## Zgodovina
Med 17. in 18. stoletjem so se Hereri preselili v današnjo Namibijo z vzhoda in se uveljavili kot pastirji. V začetku 19. stoletja so Nami iz Južne Afrike, ki so že imeli nekaj strelnega orožja, prišli v deželo, ko so sledili belim trgovcem in nemškim misijonarjem. Sprva so Nami začeli izpodrivati Herere, kar je povzročilo vojno med skupinama, ki je trajala večji del 19. stoletja. Pozneje sta naroda sklenila mir in začelo se je obdobje kulturne izmenjave.
V poznem 19. stoletju so se začeli naseljevati na tem območju prvi Evropejci. Predvsem v Damaralandu so nemški naseljenci kupili zemljišča od Hererov in zgradili velike kmetije. Leta 1883 je trgovec Franz Adolf Eduard Lüderitz sklenil pogodbo z domačimi starešinami. Izmenjava je postala osnova nemške kolonialne vladavine. Ozemlje je postalo nemška kolonija pod imenom Nemška Jugozahodna Afrika.
Kmalu so se začeli spori med nemškimi kolonisti in hererskimi pastirji zaradi dostopa do zemlje in vode, pa tudi pravnega zapostavljanja domačega prebivalstva, ki so ga povzročali beli priseljenci.

### Hererske vojne
V poznem 19. in zgodnjem 20. stoletju sta bila imperializem in kolonializem v Afriki na vrhuncu. Evropske sile so gradile trgovske poti in železnice, pa tudi vse več kolonij. Nemčija je uradno dobila svoj delež v Južnoafriški koloniji leta 1884. Imenovala jo je Nemška Jugozahodna Afrika, leta 1915 pa jo je predala Južni Afriki. Prvi nemški kolonisti so prispeli leta 1892 in začeli so se spori z avtohtonimi ljudstvi, Hereri in Nami. Kot vedno ob kolonizaciji avtohtoni prebivalci niso bili pošteno obravnavani. 
Med letoma 1893 in 1903 so zemljišča Hererov in Namov ter živina postopoma prešli v roke nemških kolonistov. Hereri in Nami so se upirali razlastitvi , vendar so bili neorganizirani in Nemci so jih z lahkoto premagali. Leta 1903 so Hereri izvedeli, da jih bodo preselili v rezervate , da bo ostalo več prostora za koloniste. Leta 1904 so Hereri in Nami začeli velik upor, ki je trajal do leta 1907. Končal se je z uničevanjem ljudstva. "Vojna proti Hererom in Namom je bila prva, v kateri so se nemški imperialisti zatekli h genocidu ..."  Približno 80.000 Hererov je živelo v Nemški Jugozahodni Afriki na začetku kolonialne vladavine Nemčije, medtem ko jih je po zatrtem uporu ostalo okoli 15.000. 
Samuel Maharero, vrhovni načelnik Hererov, je vodil svoje ljudi v obsežnem uporu proti Nemcem 12. januarja 1904. Nemce so presenetili s svojo vstajo in na začetku so bili uspešni.
Nemški generalni Lothar von Trotha je prevzel vodstvo maja 1904.  Avgusta 1904 je pripravil načrt za  zatrtje Hererov.  Načrt je bil obkoliti območje, na katerem so bili Hereri, in jim pustiti le izhod v puščavo. Hereri so se bojevali proti Nemcem in niso imeli prevelikih izgub. Ko je večina ušla skozi edini prehod, ki so ga pustili Nemci, so sistematično uničevali vodne kotanje, tako da je lakota začela terjati svoj davek. Takrat se je vstaja Hererov iz vojne spremenila v genocid.
V spomin na bitko pri Waterbergu in v čast pokopanim Hererom, voditeljem Tjamuahi, Mahareru Samuelu Mahareru in Ozeju Kutaku v Okahandjaji vsako leto avgusta praznujejo hererski dan. 
Ob 100. obletnici pokola se je nemški minister za gospodarski razvoj in sodelovanje Heidemarie Wieczorek-Zeul spomnil mrtvih in se opravičil za zločine v imenu vseh Nemcev. Hereri in Nami so zahtevali finančno odškodnino, vendar so bili leta 2004 deležni le manjše medijske pozornosti v Nemčiji.  Od 10. julija 2015 je zvezna vlada te dogodke priznala kot genocid. 

## Kultura
Hereri so tradicionalno govedorejci, pastirji. Njihov ugled je odvisen od števila živine, ki jo imajo v lasti. Hererske skupine so se včasih spopadale med seboj, vendar so zemljišča (Ehi Rovaherero) pripadala skupnosti. Nimajo ustaljenih mej.
Hereri poznajo sistem dvostranskega rodu. Oseba dobi dediščino po očetovem ali oruzo (množina: otuzo) in  materinem rodu ali eanda (množinal: omaanda).  Leta 1920 je Kurt Falk zapisal v Archiv für Menschenkunde, da Ovahimbi ohranjajo "zdravilca" ali "čarovnika" za istospolno usmerjene moške. Napisal je: "Ko sem ga vprašal, ali je bil poročen, mi je prebrisano pomežiknil, drugi domačini so se prisrčno smejali in izjavil je, da ne ljubi ženske, ampak samo moške. Kljub temu ni imel nobenih težav v svojem plemenu." 
Sveti ogenj okuruuo (OtjikaTjamuaha) Hererov je v Okahandji, kraju v regiji Otjozondjupa. Med preseljevanjem so ogenj ugasnili in ga hitro prenesli. Od leta 1923 do leta 2011 je bil na Red Flag Commando. Na dan Hererov 2011 je skupina najpomembnejšega voditelja Kuaime Riruaka trdila, da je bil ogenj v zadnjih 88 letih obrnjen proti vzhodu, moral pa bi biti obrnjen proti zahodu. Zato so ga odstranili in ga postavili na neznan kraj, kar je sprožilo polemiko med ovahererskimi skupnostmi. 

### Jezik
Kljub skupnemu jeziku in pastirski tradiciji Hereri niso homogeno ljudstvo. Glavna skupina Hererov v osrednji Namibiji (včasih imenovana pravi Hereri) je bila v kolonialnem obdobju močno pod vplivom zahodne kulture, ki je ustvarila popolnoma novo identiteto. Pravi Hereri in njihovi južni govorci Mbanderi na primer nosijo oblačila, podobna oblačilom kolonialnih Evropejcev. Tradicionalna usnjena oblačila so nosile skupine na severozahodu, kot so Himbi, Kuvali in Tjimbi, ki so tudi bolj konservativni pri drugih navadah, na primer ne kupijo postelj, ampak raje spijo v postelji, izdelani iz kravje kože. Kaokolandski in angolski Hereri so ostali osamljeni in so še vedno pastirski nomadi.  
Hererski jezik (otjihererski) je glavni povezovalni člen med Hereri. To je bantujski jezik, ki je del družine nigersko-kongovskih jezikov.  Otjihererski jezik ima veliko narečij, na primer oluthimbsko ali otjizembsko, najpogostejše narečje v Angoli je otjihimbsko, in otjikuvalsko. Razlikujejo se predvsem v glasoslovju in so precej razumljivi med seboj, čeprav so bili kuvalski, zembski in hakaonski razvrščeni kot ločeni jeziki. Standardni hererski jezik se uporablja v namibijskih medijih in se poučuje v šolah po vsej državi.

## Hereri v Angoli
V primerjavi z Namibijo je zgodovina Hererov v Angoli dramatična. Kot pastirji so se naselili severno od Namibije v pokrajini Namibe, območje, ki je bilo poseljeno le z majhnimi razkropljenimi kojsanskimi skupinami. Tam so bili nomadi ali polnomadi. Portugalska zasedba tega dela Angole v začetku 20. stoletja ni povzročila veliko odpora. Po drugi strani pa se kolonizatorji niso zanimali za puščavo Namib in njene redke prebivalce. Na ozemlju sedanjega mesta Namibe, prej je bil bi Moçâmedes, so našli sezonsko delo, ki jim je dalo možnost povezave z gospodarstvom in pridobitev denarja. V protikolonialni gverilski vojni v Angoli (1961–1974) niso sodelovali.
Med letoma 1974 in 1975 je izbruhnil oborožen spopad med tremi osvobodilnimi gibanji: MPLA (Movimento Popular de Libertação de Angola), FNLA (Frente Nacional de Libertação de Angola) in UNITA (União Nacional para a Independência Total de Angola ) v boju za mesto Lubango.  Po neodvisnosti Angole (1975) so hererske skupine nadaljevale svoj način življenja. Državljanska vojna v Angoli (1975–2002) se jih je komaj dotaknila, tudi z uvedbo oporišč SWAPA v jugozahodni Angoli.
Gospodarski razvoj Angole je le deloma dosegel tudi ta območja v nasprotju s sosedami, kot je Nyaneka-Nkhumbi. Gospodarsko povezovanje je še naprej omejeno, tudi možnosti za izobrazbo otrok in skrb za zdravje, večinoma se ne odzivajo na prizadevanja misijonarjev.

## Domače živali
Hereri živijo od reje domačih živali.

### Govedo
Govedo je pri Hererih najbolj cenjena domača žival, zato je paša goveda najpomembnejša in bistvena dejavnost. Zbiranje in trgovanje z govedom je zanje dejavnost, ki jo opravljajo moški, medtem ko ženske skrbijo za molžo, gospodinjstvo, spravilo poljščin in majhne otroke. Ker so ženske odgovorne za molžo krav, pripravljajo tudi kislo mleko, imenovano omaere.  Čeprav moški trgujejo z govedom, ženske opravijo večino blagovne menjave. Hereri so ponosni na svojo živino, zato zahtevajo od žensk, da nosijo klobuke, oblikovane kot kravji rogovi. Prepričani so tudi, da več goveda, ko imaš, bogatejši si, zato je govedo simbol bogastva v tej kulturi. Za praznovanja, kot so poroke, se govedo običajno uporablja kot meso, medtem ko verske ali obrede prednikov počastijo z žrtvovanjem krave ali druge živali.

### Koze in ovce
Koze in ovce uporabljajo tudi za hrano, kozje mleko za izdelavo mlečnih izdelkov. Kozja koža je zelo uporabna, lahko se uporablja za prenašanje otrok na hrbtu ali izdelavo gospodinjskih okraskov. Kozji gnoj uporabljajo za zdravstvene namene,  z njim zdravijo norice.

### Konji in osli
Konje in osle uporabljajo za prevoz. Pri zbiranju ali iskanju izgubljenih domačih živali moški uporabljajo konje. Prav tako jedo meso oslov, redko pa konjsko meso.

### Psi in perutnina
Moškim na lovu pomagajo psi, tudi za zbiranje živali. Hereri lovijo zaradi mesa, kože in rogov, ki jih menjajo za sladkor, čaj in tobak. Piščance redijo za hrano in jajca.